# Skalice u České Lípy
Skalice u České Lípy este o arie protejată (arie specială de conservare — SAC, sit de importanță comunitară — SCI) din Republica Cehă întinsă pe o suprafață de 0 ha, integral pe uscat.

## Localizare
Centrul sitului Skalice u České Lípy este situat la coordonatele 50°44′26″N 14°31′41″E / 50.740556°N 14.528056°E.

## Înființare
Situl Skalice u České Lípy a fost declarat sit de importanță comunitară în aprilie 2005 pentru a proteja 1 specie de animale. Situl a fost protejat și ca arie specială de conservare în noiembrie 2012.

## Biodiversitate
Situată în ecoregiunea continentală, aria protejată nu include niciun habitat protejat.
La baza desemnării sitului se află o specie protejată de  mamifere: liliac comun (Myotis myotis).